# Prix René Ballière
Prix René Ballière är ett travlopp för varmblod som körs på Vincennesbanan i Paris varje år i juni. Det är ett Grupp 1-lopp, det vill säga ett lopp av högsta internationella klass. Loppet körs över 2 100 meter med autostart. Förstapris är 90 000 euro.
I 2021 års upplaga av loppet slog Face Time Bourbon världsrekord, då denne travade 1'09''1 över 2 100 meter.

## Vinnare
| År   | Häst               | Land      | Tid    | Efter              | Kusk                  | Tränare               | Tvåa               | Trea               |
| ---- | ------------------ | --------- | ------ | ------------------ | --------------------- | --------------------- | ------------------ | ------------------ |
| 2025 | Jabalpur           | Frankrike | 1'08"7 | Booster Winner     | Gabriele Gelormini    | Alain Chavatte        | Go On Boy          | Iguski Sautonne    |
| 2024 | Horsy Dream        | Frankrike | 1'09"2 | Scipion du Goutier | Éric Raffin           | Pierre Belloche       | Idao de Tillard    | Vivid Wise As      |
| 2023 | Hokkaido Jiel      | Frankrike | 1'09"1 | Brillantissime     | David Thomain         | Jean Luc Dërsoir      | Hohneck            | Oracle Tile        |
| 2022 | Vivid Wise As      | Italien   | 1'09"1 | Yankee Glide       | Matthieu Abrivard     | Alessandro Gocciadoro | Etonnant           | Hohneck            |
| 2021 | Face Time Bourbon  | Frankrike | 1'09"1 | Ready Cash         | Éric Raffin           | Sébastien Guarato     | Détroit Castelets  | Violetto Jet       |
| 2020 | Face Time Bourbon  | Frankrike | 1'09"4 | Ready Cash         | Björn Goop            | Sébastien Guarato     | Drole de Jet       | Feliciano          |
| 2019 | Bold Eagle         | Frankrike | 1'10"2 | Ready Cash         | Björn Goop            | Sébastien Guarato     | Looking Superb     | Détroit Castelets  |
| 2018 | Bold Eagle         | Frankrike | 1'10"3 | Ready Cash         | Franck Nivard         | Sébastien Guarato     | Uza Josselyn       | Belina Josselyn    |
| 2017 | Bold Eagle         | Frankrike | 1'10"5 | Ready Cash         | Franck Nivard         | Sébastien Guarato     | Valko Jenilat      | Amiral Sacha       |
| 2016 | Bold Eagle         | Frankrike | 1'10"8 | Ready Cash         | Éric Raffin           | Sébastien Guarato     | Your Highness      | Amiral Sacha       |
| 2015 | Voltigeur de Myrt  | Frankrike | 1'10"3 | Opus Viervil       | Gabriele Gelormini    | Roberto Donati        | Akim du Cap Vert   | Vinci de l'Abbaye  |
| 2014 | Un Mec d'Héripré   | Frankrike | 1'10"7 | Orlando Vici       | Franck Nivard         | Fabrice Souloy        | Tiégo d'Étang      | Rêve de Beylev     |
| 2013 | Texas Charm        | Frankrike | 1'09"9 | Cygnus d'Odyssée   | Julien Dubois         | Philippe Moulin       | Timoko             | The Best Madrik    |
| 2012 | Main Wise As       | Italien   | 1'10"5 | Yankee Glide       | S. Ernault            | Pierre Levesque       | Roxane Griff       | Rodrigo Jet        |
| 2011 | Quaker Jet         | Frankrike | 1'10"6 | Love You           | Jean-Étienne Dubois   | Jean-Étienne Dubois   | Quilon du Châtelet | Perlando           |
| 2010 | Qwerty             | Frankrike | 1'10"6 | Quadrophenio       | Pierre Levesque       | Pierre Levesque       | Nouba du Saptel    | Orlando Sport      |
| 2009 | Première Steed     | Frankrike | 1'10"9 | Workaholic         | Jean-Michel Bazire    | Fabrice Souloy        | Quaker Jet         | One du Rib         |
| 2008 | Exploit Caf        | Italien   | 1'11"2 | Toss Out           | Jean-Michel Bazire    | Fabrice Souloy        | Olga du Biwetz     | Paradis Cordièr    |
| 2007 | Kool du Caux       | Frankrike | 1'10"8 | Bijou du Bignon    | Jean-Michel Bazire    | Fabrice Souloy        | L'Océan d'Urfist   | Lady d'Auvrecy     |
| 2006 | Jardy              | Frankrike | 1'10"7 | Cygnus d'Odyssée   | Jean-Michel Bazire    | Jean-Michel Bazire    | Mara Bourbon       | Lady d'Auvrecy     |
| 2005 | Jag de Bellouet    | Frankrike | 1'10"1 | Viking's Way       | Christophe Gallier    | Christophe Gallier    | Love You           | Jeanbat du Vivier  |
| 2004 | Jag de Bellouet    | Frankrike | 1'10"8 | Viking's Way       | Christophe Gallier    | Christophe Gallier    | Ilster d'Espiens   | Daguet Rapide      |
| 2003 | Insert Gédé        | Frankrike | 1'11"8 | Jet du Vivier      | Yves Dreux            | J-L. Bigeon           | Ipson de Mormal    | John Arifant       |
| 2002 | Jackhammer         | Sverige   | 1'13"  | Demilo Hanover     | Ulf Nordin            | Ulf Nordin            | Kaisy Dream        | Insert Gédé        |
| 2001 | Gébrazac           | Frankrike | 1'12"  | Sébrazac           | Serge Peltier         | Serge Peltier         | Insert Gédé        | First de Retz      |
| 2000 | Général du Pommeau | Frankrike | 1'11"3 | Sébrazac           | J. Lepennetier        | J. Lepennetier        | First de Retz      | Goetmals Wood      |
| 1999 | Général du Pommeau | Frankrike | 1'12"4 | Sébrazac           | J. Lepennetier        | J. Lepennetier        | Remington Crown    | Élivagar           |
| 1998 | Écrin Castelets    | Frankrike | 1'13"6 | Marpheulin         | Yves Dreux            | B. Desmontils         | Ganymède           | Bonheur de Tillard |
| 1997 | Défi d'Aunou       | Frankrike | 1'13"5 | Armbro Goal        | Jean-Étienne Dubois   | Jean-Étienne Dubois   | Echo               | Bengali du Loir    |
| 1996 | Balou Boy          | Frankrike | 1'13"  | Moscantido         | Yves Dreux            | Yves Dreux            | Abo Volo           | Bengali du Loir    |
| 1995 | Coktail Jet        | Frankrike | 1'12"1 | Quouky Williams    | Jean-Étienne Dubois   | Jean-Étienne Dubois   | Abo Volo           | Activity           |
| 1994 | Sea Cove           | Kanada    | 1'12"  | Bonefish           | Joseph Verbeeck       | Harald Grendel        | Bonheur de Tillard | Coktail Jet        |
| 1993 | Sea Cove           | Kanada    | 1'13"2 | Bonefish           | Joseph Verbeeck       | J-L. Peupion          | Alpha Barbès       | Ursulo de Crouay   |
| 1992 | Vivier de Montfort | Frankrike | 1'14"7 | Kronos du Vivier   | Ch. Bigeon            | Ch. Bigeon            | Urane Sautonne     | Unique James       |
| 1991 | Shalom             | Frankrike | 1'13"5 | Mercurien          | Jean-Claude Hallais   | Jean-Claude Hallais   | Shogun Lobell      | Ursulo de Crouay   |
| 1990 | Rêve d'Udon        | Frankrike | 1'13"3 | Éjakval            | Yves Dreux            | B. Desmontils         | Piper Cub          | Shalom             |
| 1989 | Rêve d'Udon        | Frankrike | 1'13"2 | Éjakval            | Yves Dreux            | B. Desmontils         | Napoletano         | Quilon             |
| 1988 | Ourasi             | Frankrike | 1'15"5 | Greyhound          | Jean-René Gougeon     | Jean-René Gougeon     | Potin d'Amour      | Quartz             |
| 1987 | Olympio de Corseul | Frankrike | 1'14"3 | Enguerillero       | Michel-Marcel Gougeon | Jean-René Gougeon     | Ourasi             | Potin d'Amour      |
| 1986 | Ourasi             | Frankrike | 1'15"6 | Greyhound          | Jean-René Gougeon     | Jean-René Gougeon     | Mon Tourbillon     | Noble Atout        |
| 1985 | Ogorek             | Frankrike | 1'14"4 | Borgia III         | Michel Roussel        | J-L. Peupion          | Major de Brion     | Nodesso            |
| 1984 | Lutin d'Isigny     | Frankrike | 1'14"3 | Firstly            | J-P. André            | M.-G. Cornière        | Mon Tourbillon     | Joli Quito         |
| 1983 | Ianthin            | Frankrike | 1'14"2 | Vésuve T           | Paul Delanoë          | Paul Delanoë          | Lutin d'Isigny     | Idéal du Gazeau    |
| 1982 | Lutin d'Isigny     | Frankrike | 1'15"9 | Firstly            | J-P. André            | M.-G. Cornière        | Kimberland         | Idéal du Gazeau    |
| 1981 | Jorky              | Frankrike | 1'15"9 | Kerjacques         | Léopold Verroken      | Léopold Verroken      | Ino Ludois         | Illera             |
| 1980 | Idéal du Gazeau    | Frankrike | 1'15"3 | Alexis III         | E. Lefèvre            | E. Lefèvre            | Jorky              | Fleur de Prère     |
| 1979 | Gars de Fontaine   | Frankrike | 1'16"4 | Volnay II          | P. Levasseur          | P. Levasseur          | Hillion Brillouard | Éléazar            |
| 1978 | Hadol du Vivier    | Frankrike | 1'18"8 | Mitsouko           | Jean-René Gougeon     | Jean-René Gougeon     | Éléazar            | Hurgo              |
| 1977 | Fakir du Vivier    | Frankrike | 1'17"  | Sabi Pas           | P.-D. Allaire         | P.-D. Allaire         | Bellino II         | Équiléo            |
| 1976 | Bellino II         | Frankrike | 1'18"4 | Boum III           | Jean-René Gougeon     | Maurice Macheret      | Espoir de Sée      | Éléazar            |